# Arpoador
Arpoador est un quartier résidentiel de la zone sud de la ville de Rio de Janeiro, situé en front de mer, à la rencontre des quartiers d'Ipanema et Copacabana. Il tire son nom de la Pedra do Arpoador, un promontoire rocheux qui marque le début de la plage d'Ipanéma. 
Le nom de ce quartier est issu des populations de pêcheurs y vivant originellement et qui pratiquaient la pêche au harpon depuis le promontoire. Le terme "arpoador" désignant "celui qui harponne" en portugais.
Outre la partie résidentielle et la Pedra do Arpodaor, on trouve sur le front de mer un fort militaire construit sur un promontoire rocheux et qui domine la plage de Copacabana, la plage Praia do diabo (plage du diable), un site de musculation, le parc Parque Garota de Ipanema et un skatepark.
La Pedra do Arpoador offre une belle vue sur les plages d'Ipanema et Leblon. De nombreuses personnes, en particulier des touristes, s'y retrouvent pour assister au coucher du soleil qui, en été, disparaît dans l'océan.
Arpoador est un lieu fréquenté pour la pratique du surf et du bodyboard, en particulier au pied de la Pedra do Arpoador (posto 7) ou de nombreux professeurs proposent des leçons de surf toute l'année.

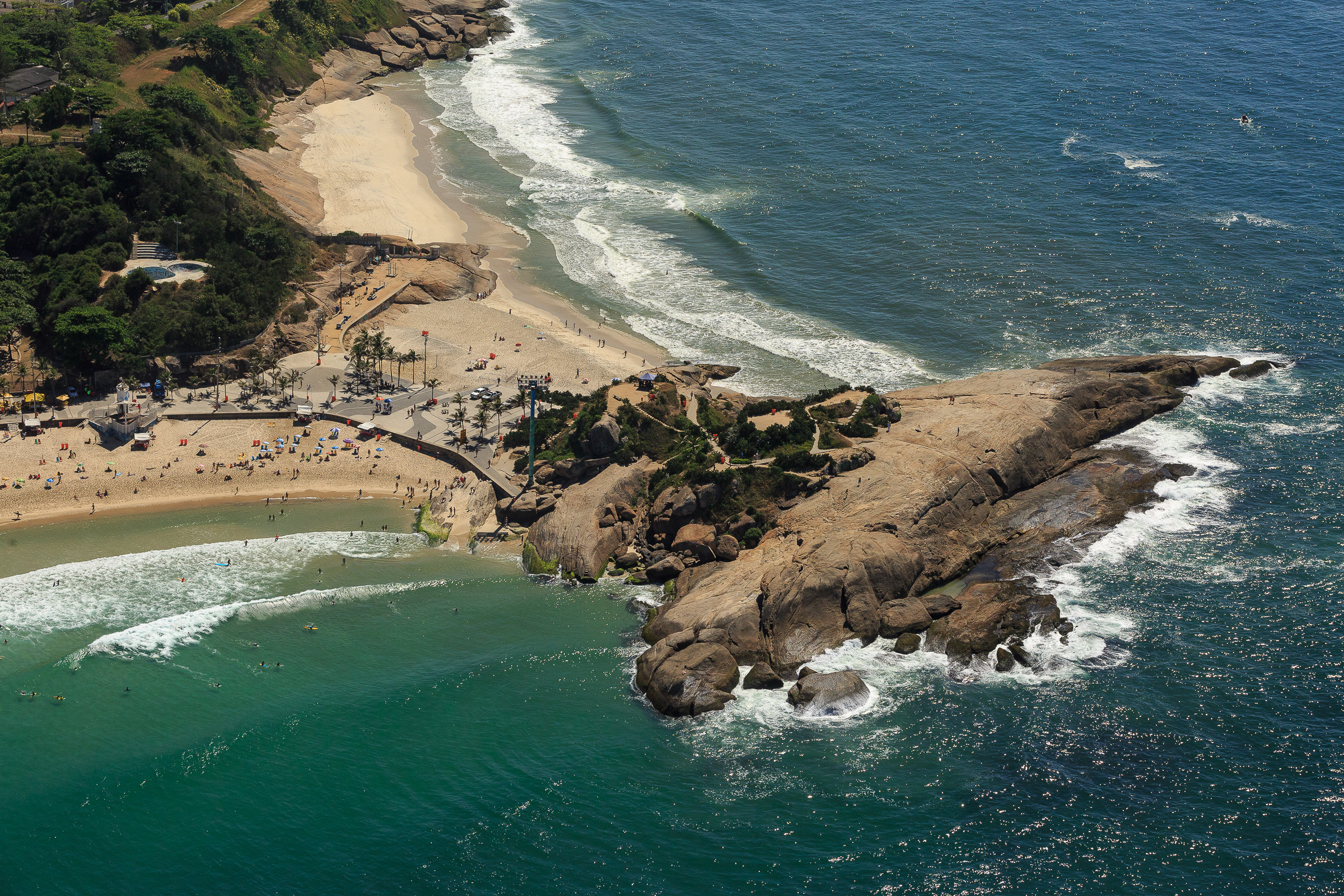
Arpoador
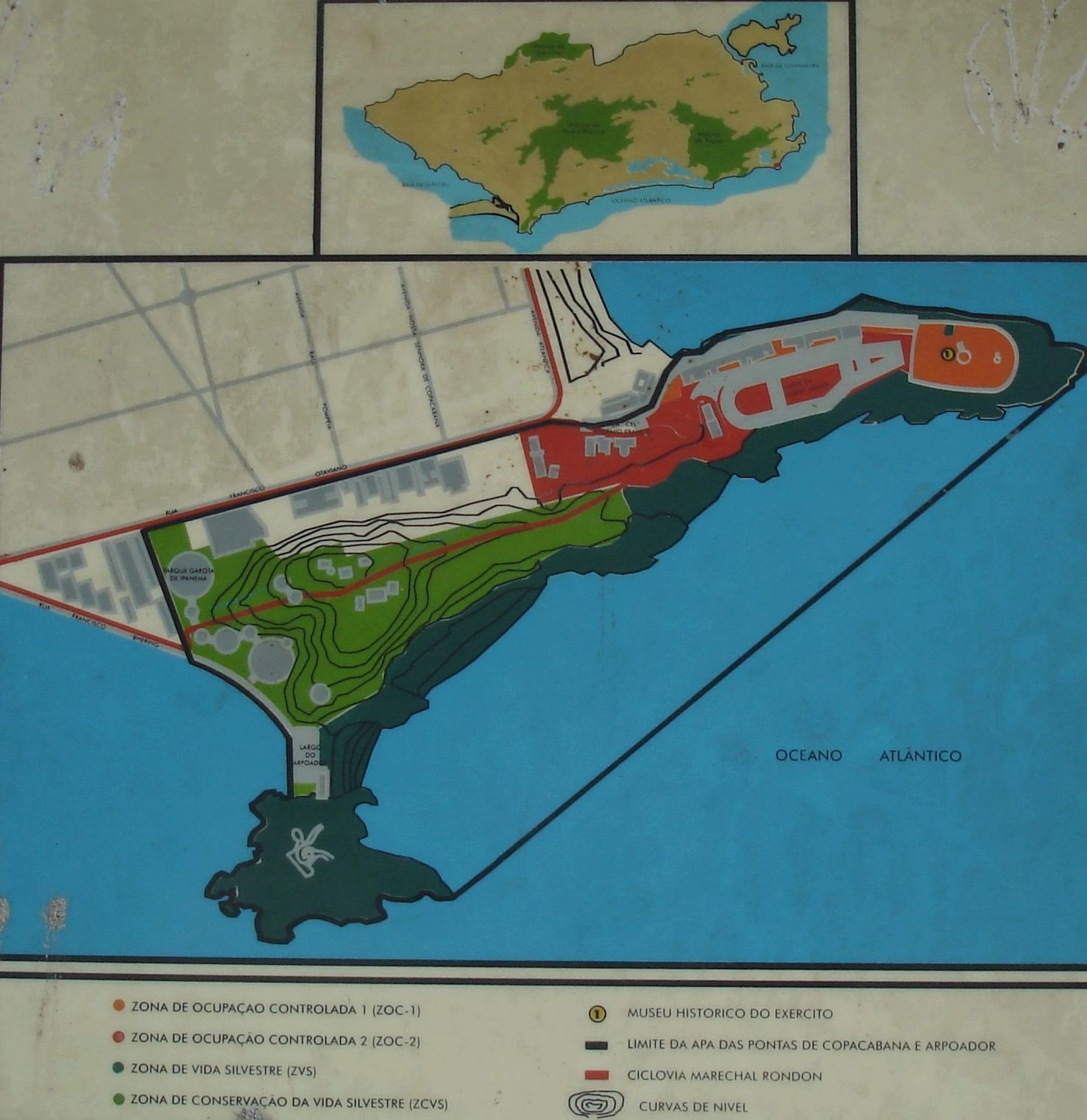
Carte
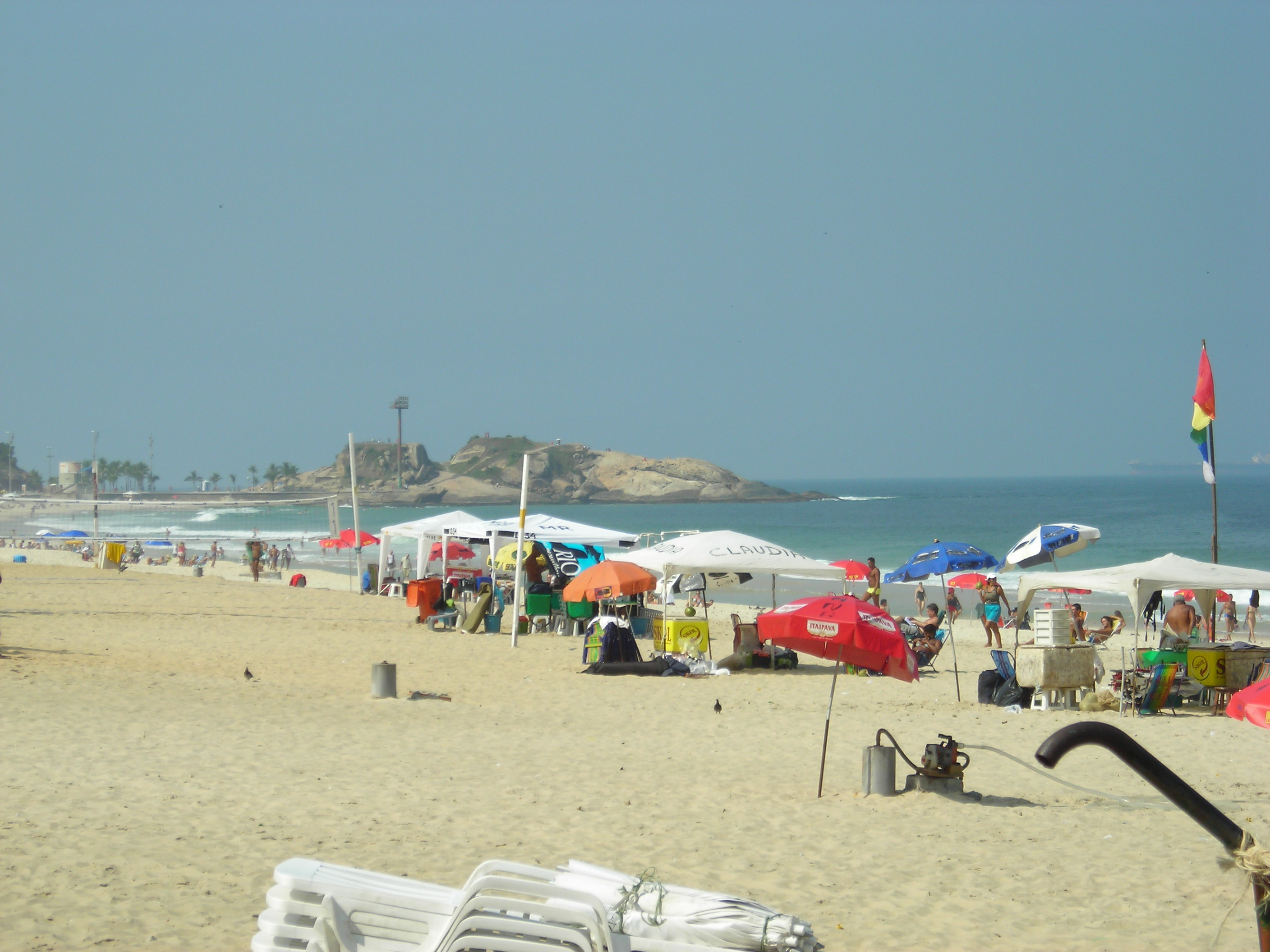
Le rocher de l'Arpoador vu de la plage d'Ipanema